# 바다와 석양과 그녀의 눈물
바다와 석양과 그녀의 눈물(海と夕陽と彼女の涙 ストロベリーフィールズ)은 2006년 개봉한 일본의 영화이다. 19회 삿포로 영화제, 2회 아시아 해양 영화제 컴피티션 부문 공식 출품, 칸 영화제 필름 마켓 출품된 영화이다. 주연은 사쓰카와 아이미이다.